# وال دو دوبرا
وال دو دوبرا (به اسپانیایی: Valle del Dubra) یکی از دهستان‌های اسپانیا است.

## خصوصیات
وال دو دوبرا ۱۰۹٫۰۲ کیلومترمربع مساحت و ۴٬۶۴۲ نفر جمعیت دارد.